# Barro (Frankrijk)
Barro is een gemeente in het Franse departement Charente (regio Nouvelle-Aquitaine) en telt 265 inwoners (1999). De oppervlakte bedraagt 10,65 km², de bevolkingsdichtheid is 24 inwoners per km².

## Demografie
Onderstaande figuur toont het verloop van het inwonertal (bron: INSEE-tellingen).

Vanwege een beveiligingsprobleem met de MediaWiki Graph-software is het momenteel niet mogelijk deze grafiek weer te geven. Zodra de software is bijgewerkt zal de grafiek vanzelf weer zichtbaar worden.
1. ↑  Populations de référence 2022.